# Züünbüren
Züünbüren (tiếng Mông Cổ: Зүүнбүрэн) là một sum của tỉnh Selenge ở miền bắc Mông Cổ. Năm 2008, dân số của sum là 2.468 người.

## Địa lý
Züünbüren có diện tích khoảng 1204,94 km2. Trung tâm sum, Jargalant, nằm cách tỉnh lỵ Sükhbaatar 45 km và thủ đô Ulaanbaatar 310 km.

### Khí hậu
Nhiệt độ trung bình hàng năm trong khu vực là 2 °C. Tháng ấm nhất là tháng 7, khi nhiệt độ trung bình là 26 °C và lạnh nhất là tháng 1, với −24 °C.

## Kinh tế
Sum có một trường học, bệnh viện, trung tâm thương mại và nhà văn hóa.